# موزه مردم‌شناسی رامسر
موزه مردم‌شناسی رامسر با مجوز سازمان میراث فرهنگی، صنایع دستی و گردشگری ایران، در اسفند ۸۹ با حضور مسئولین استان مازندران و شهرستان رامسر افتتاح گردید. امکانات و تجهیزات موجود در آن غیردولتی بوده و متعلق به عیسی خاتمی شخصیت فرهنگی و استاد دانشگاه در رشته جامعه‌شناسی است و اموال فرهنگی آن در طی یک دوره زمانی بالغ بر ۳۰ سال از (۱۳۶۰ تا ۱۳۹۵) به تدریج گردآوری و خریداری شده و انگیزه اصلی از این کار عشق و علاقه وافر به فرهنگ نیاکان و تلاش برای حفظ آثار و همچنین معرفی تاریخ، فرهنگ و تمدن رامسر به سایر ایرانیان است.
موزه مردم‌شناسی، محلی برای آشنایی با زندگی اقوام دیگر، مکانی برای اندیشه و تفکر و فرصتی برای آموزش و یادگیری است. در این موزه غرفه‌هایی برای بیش از ۷۰۰ قطعه انواع ابزار، ادوات، اشیاء و اموال فرهنگی و وسایل مردم‌شناسی که مورد استفاده مردم منطقه و استانهای شمالی ایران بوده، اختصاص یافته‌است. علاوه بر غرفه‌های مذکور، فضای داخلی یک خانه سنتی شمالی با چیدمان کاملاً قدیمی از وسایلی نظیر گَمچ (قابلمه گلی)، کف گیر، ماهی شور و ...، همچنین کوره آهنگری با دم چرمی قدیمی و دستگاه چادرشب بافی (پاچال) در معرض دید بازدیدکنندگان قرار دارد.
به جهت شباهت‌های فرهنگی که بین سه استان شمالی ایران (مازندران، گیلان و گلستان) وجود دارد، وسایل و ابزار مربوط به زندگی مردم بسیار مشابه بوده و اگرچه موزه مردم‌شناسی رامسر در نگاه اول یک موزه محلی به نظر می‌آید اما آنچه که در آن به نمایش درآمده در حد یک موزه منطقه‌ای می‌باشد و در حال حاضر در بین شهرهای غرب مازندران و شرق گیلان، موزه مردم‌شناسی رامسر تنها مکانی است که می‌تواند قسمتی از فرهنگ و تمدن گذشته مردم این منطقه را بازگو کند.

نمای داخلی

همه ساله در ایام نوروز موزه مردم‌شناسی رامسر در کنار دیگر موزه این شهر (کاخ موزه رامسر) بیشترین تعداد بازدیدکننده را به خود اختصاص می‌دهد. عیسی خاتمی مسئول و پدیدآورنده موزه مردم‌شناسی رامسر (موزه دار برتر خصوصی در سال ۱۳۹۴) در مراسمی که به مناسبت روز جهانی موزه‌ها برگزار شد موزه‌ها را محل تفکر و اندیشه خوانده و موجب اتصال نسل‌ها به یکدیگر و نیز اتحاد و همبستگی معرفی می‌کند.
هر ساله گروه‌های دانش آموزی و نیز اعضای کانون پرورشی فکری کودکان و نوجوانان رامسر در قالب شرکت در مجموعه کارگاه‌های رامسرشناسی با هدف آشنایی با آداب و رسوم، فولکلور، ادبیات شفاهی و سبک زندگی مردم رامسر با حضور عیسی خاتمی موزه دار برتر خصوصی سال ۱۳۹۴، رئیس موزه مردم‌شناسی رامسر و استاد دانشگاه از موزه مردم‌شناسی رامسر بازدید به عمل می‌آورند. در این کارگاه‌ها مباحث بومی و محلی بر طبق فعالیت معرفی سرزمین از برنامه‌ریزی تربیتی سال به بحث و بررسی گذاشته می‌شود.